# Еволуција човека
Еволуција човека је мултидисциплинарно поље научног истраживања које настоји да схвати и опише порекло и развој људског рода. Еволуција човека обухвата и друге значајне научне дисциплине као што су антропологија и генетика човека. Термин човек, у контексту еволуције човека, односи се на род Homo, али проучавање еволуције човека обично обухвата и човекове претке хоминиде (што је израз за биолошку фамилију Hominidae), као на пример аустралопитекуса (род Australopithecus).

## Палеоантропологија
Каже се да модерна палеоантропологија почиње од открића неандерталца и доказа о постојању других „пећинских људи“ током 19. века. Идеја да су људи слични неким великим мајмунима била је већ неко време у оптицају, али идеја о биолошкој еволуцији врста није била званично разматрана све док Чарлс Дарвин није објавио Порекло врста 1859. године. С обзиром на то, да у својој првој књизи о еволуцији није дотицао питање еволуције човека ("порекло човека и његов развој ће бити накнадно објашњени“ било је све што је Дарвин написао о томе), његовим савременицима је било јасно о чему се ради. Томас Хаксли и Ричард Овен су расправљали о еволуцији човека, а Дарвин је ускоро објавио књигу о том питању насловљену као Настанак човека, која ускоро постаје добро познат, али и прилично контроверзан приказ његове теорије. Чак су и многе првобитне Дарвинове присталице (као нпр. Алфред Расел Волас и Чарлс Лајел) одбациле идеју о томе да би људска бића могла развити скоро неограничене менталне способности и морални кодекс само путем природне селекције.
Још од времена Линеа сматрало се, на основу морфолошке сличности, да су велики мајмуни човеку најсродније животиње. У 19. веку сматрало се да су гориле и шимпанзе наши најближи живи рођаци те се, на основу чињеница да су живели у Африци, претпостављало да ће се и фосили човековог претка сигурно пронаћи у Африци и да и афрички мајмун и човек имају заједничког претка.
Међутим, до двадесетих година 20. века нису, осим неандерталца, пронађени никакви други фосили човека. Године 1925. Рејмонд Дарт описује „афричког аустралопитека“ (Australopithecus africanus). Био је то примерак врсте знан као дете из Тонга, дете аустралопитека пронађено у Тонгу, Јужна Африка. Радило се о врло добро очуваним остацима лобање и мождане овојнице. Иако је мозак био мален (410 кубних цм), био је, за разлику од мозга горила и шимпанзи, округао попут мозга данашњег човека. Такође, на фосилу су пронађени кратки очњаци, док је положај foramen magnumа (отвора на бази лобање) био доказ бипедализма (кретања на две ноге). Сви ови докази су навели Дарта на закључак да је „дете из Тонга“ двоножни човеков предак, односно, прелазни облик од „мајмуна“ ка човеку. Требало је да протекне двадесетак година да би се Дартове тврдње почеле узимати озбиљно у научним круговима, а ускоро су уследила открића многих сличних фосила. У то време преовлађивало је мишљење да се велики мозак развио пре способности кретања на две ноге (бипедализма). Сматрало се, аналогно данашњем човеку, да је интелигенција предуслов за бипедализам.
Данас се сматра да је аустралопитек директни предак рода Homo, коме припада човек. И аустралопитек и „хомо“ припадају породици хоминида, међутим, новији подаци доводе у сумњу мишљење да је A. africanus директан предак данашњег човека. За аустралопитеке се у почетку мислило да су у подједнаком броју били и крхке и снажне телесне грађе. Варијетет аустралопитека снажне телесне грађе је ускоро класификован као парантропус. (Тај термин је коришћен у тридесетим годинама двадесетог века када је овај варијетет први пут описан. Шездесетих година тај се варијетет поново почео означавати као аустралопитек, док се у последње време поново класификује као засебан род).

## Пре родаHomo
- Најстарији хоминиди
  - Egyptopithecus
  - Sahelanthropus tchadensis
  - Orrorin tugenensis
  - Ardipithecus ramidus
- Род аустралопитекус Australopithecus
  - A. anamensis
  - A. afarensis
  - A. africanus
  - A. garhi
- Род Парантропус Paranthropus
  - P. aethiopicus
  - P. boisei
  - P. robustus

## РодHomo
У савременој таксономији, Homo sapiens је једина преживела врста рода Homo. Све савремене студије о пореклу врсте Homo sapiens углавном показују да су постојале и друге врсте истог рода, али да су све изумрле. Док би неке од ових врста могле бити и директни преци савременог човека, многе од њих су вероватно наши „рођаци“ који су се у одређеном тренутку еволуционе историје одвојили од филогенетичке линије која води ка нама. Још увек не постоји слагање о томе које би од ових група требало убројати у посебне врсте, а које у подврсте. Један од разлога неслагања је мањкавост пронађених фосила, а други - врло фине дистинкције које се користе за разликовање врста у роду Homo .
Homo је латинска реч за „особу“, а први пут као назив биолошког рода човек ју је употребио Лине у свом класификационом систему.

### Homo habilis
Живео је од пре 2,4 милиона година па до пре 1,5 милиона година. H. habilis, прва врста рода Homo, развио се пре 2,5 - 2 милиона година у јужној и источној Африци у касном плиоцену или раном плеистоцену када се одвојио од аустралопитека. H. habilis је имао мање кутњаке и већи мозак од аустралопитека и правио је оруђе од камена а можда и од животињских костију.
Homo Habilis је оштрим каменом могао да разбије орахову љуску или корњачин оклоп, да отвори шкољку или да убије глодара, али не и да лови веће животиње. Зато се у главном хранио биљкама и јестивим плодовима, пужевима и скакавцима или остацима угинулих животиња. Стално је био у покрету трагајући за храном. Није имао станиште, а у случају непогоде склањао се под природне заклоне, као што су надстрешнице од стења или је сам правио заклоне од грања. У пећине није улазио јер су их насељавали јачи од њега - пећински лав, сабљасти тигар и други месождери.
Homo Habilis је користио ватру за грејање и одбрану од животиња, али само ако би је нашао у природи. Правио је огњишта и трудио се да је сачува пошто сам није умео да је „произведе“. Кретао се у групама, чија је величина зависила од расположиве хране. Прве људске заједнице састојале су се вероватно од 15 до 20 чланова. У заједницама Homo Habilisa, хордама, је као и код многих животиња, важило право јачег; вођа је увек био најснажнији мушкарац.

### Homo erectus
Живео пре око 1,8 милиона година (рачунајући и ергастера) или пре 1,25 милиона година (не рачунајући ергастера) па све до пре 0,07 милиона година. У раном плеистоцену, пре 1,5 до 1 милион година, у Африци, Азији и Европи, код дотадашњих представника врсте Homo habilis дошло је до повећања мозга те је почео израђивати сложеније камено оруђе; ове, као и неке друге разлике биле су довољне антрополозима да га класификују као нову врсту H. erectus. Најпознатији примерак H. erectus је пекиншки човек; остали примерци пронађени су у Индонезији (јавански човек) и на неким локацијама у Африци и Европи.

### Homo ergaster
Живео од пре 1,8 милиона година па до пре 1,25 милиона година. Такође познат и као Homo erectus ergaster.

### Homo heidelbergensis
Познат и као (хајделбершки човек). Живео од пре 500.000 година па до пре 300.000 година. Други називи: Homo sapiens heidelbergensis и Homo sapiens palaeohungaricus.

### Homo sapiens idaltu
Живео пре око 160.000 година и сматра се за подврсту. Најстарији савремени човек познате анатомије.

### Homo floresiensis
Живео пре 12.000 година (објављено 2004). Због ниског раста знан и као хобит.

### Homo neanderthalensis
Живео од пре 250.000 година па до пре 30.000 година. Познат и као Homo sapiens neanderthalensis. Још увек трају расправе о томе да ли "неандерталац" спада у посебну врсту, H. neanderthalensis, или у подврсту H. sapiens. Док дебате и даље траје, најновије прелиминарне анализе митохондријске ДНК и ДНК из Y хромозома показују да нема генетичке повезаности између врста H. neanderthalensis и H. sapiens, те их, стога, треба сматрати двема засебним врстама. Године 1997. др Марк Стоункинг, тада професор антропологије на универзитету Пен Стејт, констатује: „Ови резултати [на основу митохондријске ДНК из кости неандерталца] показују да неандерталци нису пренели митохондријску ДНК данашњем човеку; неандерталци нису наши преци“. Наредна испитивања ДНК неандерталца из други извора потврдила су ове налазе. Мора се, међутим, нагласити да је у истраживању био небалансиран узорак - коришћено је много мање ДНК неандерталца него савременог човека.

### Homo sapiens
Ова врста живи на планети Земљи од пре око 200.000 година па до данас. Средином периода који обухвата време од пре 400.000 година и друго међуледено доба средњег плеистоцена, (отприлике пре 250.000 година), нагло се убрзао развој мозга и вештина израде каменог оруђа, чиме су били створени услови за прелаз од H. erectus ка савременом човеку. Неки налази сугеришу да је H. erectus мигрирао из Африке, а да се затим H. sapiens развио од H. erectus у Африци. (Слаби су докази да се овај еволуциони скок догодио на неком другом месту). Новији докази такође не искључују ни могућност мултирегионалног настанка врсте. Ово је једна од „врућих тема“ у палеоантропологији. "Sapiens" значи „паметан“ или „разуман“.

## Додатне напомене
Порекло човека често је предмет жучних политичких и верских расправа. Види: креационизам.
Класификација човека и његових сродника значајно се мењала током времена. Види: историја таксономије хуманида.
Спекулације о даљој еволуцији човека често се користе у научној фантастици. У неким случајевима се замишља чисти дух као крајња тачка еволуције, а понекад даље повећање броја људских врста с обзиром на заузимање одређених еколошких станишта.
Еволуција човека достигла је интересантну тачку. Човеково рационално разумевање његовог физичког окружења и његово умеће примене научних сазнања дају му неслућене могућности за прилагођавање околине његовим жељама и потребама (нпр. пољопривреда). Многи верују да ове способности умањују или чак спречавају деловање неких механизама за које се, теоретски, верује да узрокују еволуцију. Свакако, ради се о прилично поједностављеном становишту. Истина је да се борби за опстанак (у односу на сазревање) у индустријализованим друштвима даје много већи значај у технолошком и социолошком смислу, чиме се смањује утицај селекционих фактора који су постојали у ранијим окружењима, али, исто тако, опстанак није једини критеријум селекције тако да фактори као што су успешност репродукције (тј. полна еволуција) још увек варирају услед мноштва могућих разлога.
Остали фактори, као што је компактност људске популације, такође имају тренд да спрече деловање механизама као што је кладогенеза (еволуционо гранање), редукујући биодиверзитет, но, међутим, остали механизми као нпр. генетичке промене те смањење броја селекционих фактора могу довести до анагенезе(директне еволуције). Многе од природних промена по свој прилици ће имати обележја прилагођавања са негативним предзнаком (нпр.миопија постаје све уобичајенија појава захваљујући мањем броју селекционих притисака за бољим видом) али, овде се ради о типично људској дефиницији промене која је заснована на постављеним циљевима и вредносним системима.
Напретком науке и технологије сасвим је могуће да ће људска врста бити способна не само да свесно прилагођава околину својим сопственим потребама него да исто тако прилагођава сам генетички материјал. Овакав нови начин 'контролисане еволуције' могао би ублажити последице нестајања природних механизама еволуције. Штавише, човечанство би могло одбацити биолошке механизме трансхуманизам у замену за потпуно артифицијелне системе. Међутим, последице ранијих покушаја неконтролисаног мењања генетичке структуре (као што су амерички еугенички програми са почетка 20. века или исто такви програми нацистичке Немачке) доводе све приче о „побољшању“ у контроверзан и прилично неугодан контекст.